# Meeting Lake n.º 466
Meeting Lake n.º 466 es un municipio rural canadiense situado en la provincia de Saskatchewan.

## Superficie
Meeting Lake n.º 466 tiene una superficie de 1043,34 km².

## Demografía
En 2021, tenía 335 habitantes, una densidad poblacional de 0,3 hab./km², y 223 viviendas.